# Стара Сейма
Стара Сейма (рос. Старая Сейма) — селище в Володарському районі Нижньогородської області Російської Федерації.
Населення становить 5 осіб. Входить до складу муніципального утворення сільрада Красна Горка.

## Історія
Від 2009 року входить до складу муніципального утворення сільрада Красна Горка.

## Населення
| 2010 |
| ---- |
| 5    |